# Parque Estadual do Rio da Onça
O Parque Estadual do Rio da Onça é uma unidade de conservação situada no município brasileiro de Matinhos, no estado do Paraná. A unidade de conservação, com área de 118,51 hectares, foi criada pelo Decreto Estadual nº  3825 de 5 de junho de 1981.

## Ligações Externas
- Página Oficial do Instituto Ambiental do Paraná